# Плотниковы (Котельничский район)
Плотниковы — опустевшая деревня в Котельничском районе Кировской области в составе Юбилейного сельского поселения.

## География
Располагается на расстоянии примерно 19 км по прямой на северо-запад от райцентра города Котельнич.

## История
Была известна с 1802 года как деревня Плотниковская с 7 дворами. В 1873 году здесь отмечено дворов 13 и жителей 100, в 1905 (починок Плотниковский или Зыковы) 14 и 102, в 1926 (деревня Плотниковы или Зыковы)  19 и 118, в 1950 19 и 44, в 1989 оставалось 5 человек. Настоящее название утвердилось с 1939 года.

## Население
Постоянное население не было учтено как в 2002 году, так и в 2010.